# Kalundborg
Kalundborg är en tätort och stad på västra Själland i Danmark. Den är centralort i Kalundborgs kommun med 16 490 invånare i tätorten (2017). Kalundborg är slutstation för järnvägen Nordvestbanen.
I Kalundborg finns en märklig romansk centralkyrka från 1100-talet, Vor Frue Kirke. Den är byggd i tegel och har fem torn. Sankt Olai Kirke var ytterligare en kyrka. 
Kalundborg har även Danmarks enda lång- och mellanvågssändare, Kalundborgs radiostation. I Kalundborg finns även en stor hamn, Kalundborgs hamn, med färjetrafik till Samsø.